# Dimensioni parallele (film)
Dimensioni parallele è un film del 1987 scritto e diretto da Gary Walkow, vincitore del Gran premio della giuria: U.S. Dramatic al Sundance Film Festival 1987.